# Paracryphiaceae
Paracryphiaceae je jediná čeleď řádu Paracryphiales vyšších dvouděložných rostlin. Jsou to dřeviny se vstřícnými nebo přeslenitými listy a čtyřčetnými nebo pětičetnými květy. Čeleď zahrnuje 36 druhů ve 3 rodech a je rozšířena od jihovýchodní Asie po Austrálii a Novou Kaledonii.

## Charakteristika
Paracryphiaceae jsou keře a stromy se střídavými, vstřícnými nebo přeslenitými jednoduchými listy bez palistů. Čepel listů je celistvá, celokrajná nebo zubatá, se zpeřenou žilnatinou. Květy jsou v latách nebo hroznech. Květy jsou čtyřčetné nebo pětičetné, koruna někdy chybí. Tyčinek je 4 až 12 a jsou volné. Semeník je svrchní nebo spodní (Quintinia), srostlý ze 2 až 15 plodolistů a se stejným počtem pouzder. Plodem je peckovice, schizokarp rozpadající se na měchýřky (někdy klasifikován jako tobolka) nebo tobolka.

## Rozšíření
Čeleď zahrnuje 36 druhů ve 3 rodech. Rod Quintinia (25 druhů) je rozšířen od Filipín po Novou Guineu, ve východní Austrálii, na Novém Zélandu a Nové Kaledonii. Sphenostemon (10 druhů) roste na Nové Guineji, v sv. Austrálii a na Nové Kaledonii. Rod Paracryphia je monotypický a je zastoupen pouze druhem Paracryphia alticola, rostoucím jako endemit na Nové Kaledonii.

## Taxonomie
Všechny 3 rody čeledi Paracryphiaceae jsou morfologicky dosti odlišné a v minulosti byly řazeny nejčastěji v samostatných čeledích.
V Tachtadžjanově systému je čeleď Paracryphiaceae v řádu Paracryphiales v rámci nadřádu Theanae, zatímco Sphenostemonaceae v řádu Icacinales nadřádu Celastranae. Dahlgren řadil obě čeledi do řádu dřínotvaré (Cornales). V Cronquistově systému je čeleď Paracryphiaceae v řádu Theales a čeleď Sphenostemonaceae není zastoupena. V systémech APG I a APG II je čeleď Paracryphiaceae umístěna mezi čeleděmi s nejistým zařazením a čeleď Sphenostemonaceae ve skupině 'Asterids II', avšak nezařazena do řádu.
Rod Quintinia byl dlouho řazen do čeledi lomikamenovité (Saxifragaceae), případně hortenziovité (Hydrangeaceae), později do čeledi zábludovité (Escalloniaceae).
Řád Paracryphiales je podle současných studií sesterskou větví řádu štětkotvaré (Dipsacales). Rod Sphenostemon vykazuje anatomické znaky podobné čeledím Icacinaceae a Aquifoliaceae.

## Přehled rodů
Paracryphia, Quintinia, Sphenostemon